# Clusia occidentalis
Clusia occidentalis is een vliegensoort uit de familie van de Clusiidae. De wetenschappelijke naam van de soort is voor het eerst geldig gepubliceerd in 1918 door Malloch.